# Trolleklippan
Trolleklippan är en klippa i Voxtorps socken, Värnamo kommun utefter Riksväg 27, 5 kilometer söder om Voxtorps kyrka.
Om klippan berättas en sägen mycket snarlik den om Ljungby horn och pipa. Riddaren till Eds gård, Herve Ulf skulle ha räddat en kvinna från att drunkna i en isvak i sjön Flåren, alldeles i närheten av Trolleklippan. Han gav henne också sina vantar så att hon inte skulle frysa. När han senare samma år var på väg till julottan i Voxtorps kyrka passade han Trolleklippan, varvid den lyftes upp som på guldpelare och ingången till trollens hem öppnades. En vacker kvinna kom fram och bjöd honom att dricka ur ett dryckeshorn. Kvinnan som han räddat till livet uppenbarade sig dock även och varnade honom för att dricka ur hornet. Han tog då hornet i väster hand och högg med höger hand snabbt av huvudet på trollet. Trollen förföljde honom men gen att rida tvärs över åkerfårorna i sin flykt kunde de inte förfölja honom. Han häst som fått drycken i hornet spilld på sig dog dagen därpå. Dryckeshornet skall ha deponerats i Växjö domkyrka. Herve Ulf skall efter detta tagit sig namnet Arvid Trolle och bytt ut sin vapensköld med en upprättstående varg mot en sköld med ett huvudlöst troll. Sägnen omtalas första gången i Petrus Jonæ Angermannus likpredikan över Anna Trolle 1617. Hornet var dock då redan borta, det skall ha försvunnit då danskarna plundrade Växjö 1570. Möjligen är hornet identiskt med det på Trolle Ljungby slott.
En tavla skildrande händelsen finns i Voxtorps kyrka. Den är målad på 1600-talet med en senare under 1700-talet tillagd beskrivning av sägnen.
Enligt Nils Månsson Mandelgren skulle Trolleklippan vara en gammal offerplats från heden tid.